# Teff
Teff, Tef oder Zwerghirse (Eragrostis tef, amharisch ጤፍ ṭēff, Tigrinya ጣፍ ṭaff) ist eine Pflanzenart innerhalb der Familie der Süßgräser (Poaceae). Das natürliche Verbreitungsgebiet liegt in Äthiopien und Eritrea, doch wird die Art auch in anderen tropischen und subtropischen Gebieten angebaut, wo sie auch häufig verwildert ist. Die Samen sind glutenfrei und reich an essenziellen Fettsäuren. Diese Hirseart ist das wichtigste Getreide Äthiopiens und Eritreas, wo es zu Fladenbrot und Bier weiterverarbeitet und als Viehfutter verwendet wird.

## Beschreibung

### Erscheinungsbild und Blatt
Teff ist ein einjähriges, büschelig aufrecht wachsendes, 30 Zentimeter bis 1 Meter hohes Gras. Die meist aufrechten, einfachen oder verzweigten Halme erreichen Wuchshöhen bis 90 cm und besitzen keine Drüsen. Die Knoten (Nodien) sind kahl.
Das Laubblatt ist in Blattscheide und Blattspreite gegliedert. Die Blattscheide ist kahl. Das Blatthäutchen (Ligula) besitzt eine Linie mit Haaren (Trichome). Die einfache, kahle Blattspreite ist bei einer Länge von 6 bis 30 cm und einer Breite von 2 bis 4 mm linealisch, flach oder nach oben eingerollt; sie besitzt keine Drüsen.

### Blütenstand, Blüte und Frucht
Der Blütenstand ist eine 10 bis 50 Zentimeter lange, zusammengezogene oder offene, häufig überhängende Rispe mit langen Rispenästchen. Die Ästchen sind im unteren Teil des Blütenstands quirlig angeordnet, alle weiteren darüber sind nicht quirlig. Die Ährchen stehen auf 4 bis 9 mm langen schlanken, fadenförmigen Stielen. Die Verzweigungen sind kahl oder dünn verteilt lang-fein behaart. Auch das oberste Ährchen ist fertil. Die Ährchen sind bei einer Länge von 5,5 bis 9 Millimeter und einer Breite von 1,5 bis 2 Millimeter schmal länglich und etwas seitlich abgeflacht.

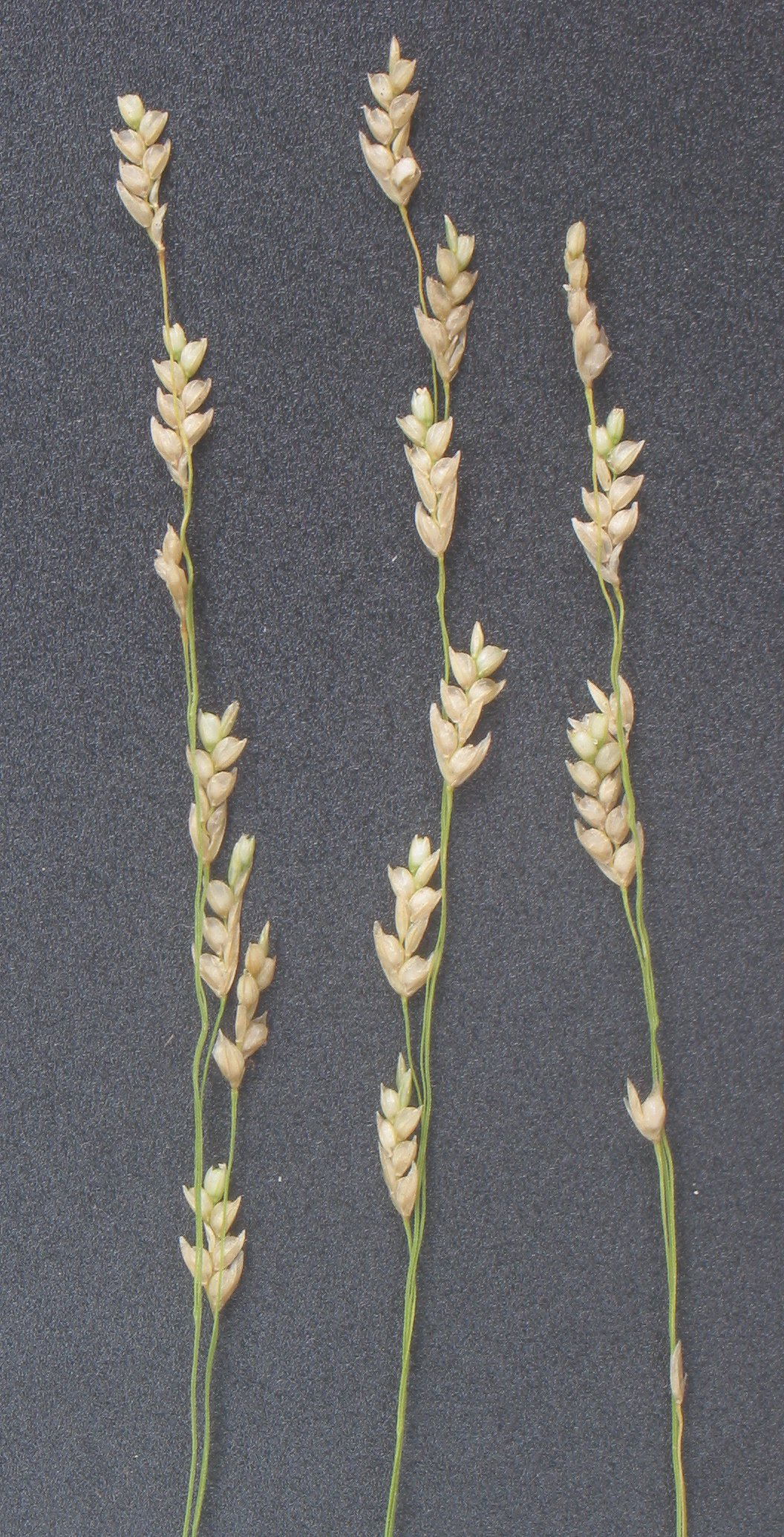
Ährchen von Eragrostis tef

Jedes Ährchen enthält vier bis zwölf Blüten. An der Ährchenachse bleiben die Blüten einige Zeit erhalten. Die ungleichen Hüllspelzen besitzen fast die Hälfte der Länge der angrenzenden Deckspelze. Es sind keine Grannen vorhanden. Die gekielten, kahlen im Umriss lanzettlichen Hüllspelzen besitzen ein spitzes oder zugespitztes oberes Ende; die unteren sind 1,2 bis 2,5 mm lang und die oberen 1,7 bis 3 mm lang. Die gekielte, dünnhäutige Deckspelze ist bei einer Länge von 2 bis 2,7 mm länglich-elliptisch bis länglich-eiförmig und besitzt deutliche Seitennerven. Die Vorspelze verwelkt mit der Deckspelze erst spät. Die Vorspelze ist an den Seiten kahl und ihr Kiel ist schlank, ungeflügelt sowie rau. Die drei Staubbeutel sind 0,3 bis 0,6 mm lang.
Die weißlichen oder dunkel rotbraunen Karyopsen sind oval oder länglich sowie angeschwollen und 1 bis 1,5 Millimeter lang. Die Karyopsen verbleiben in den reifen Ährchen.

## Chromosomensatz und Abstammung
Bei Teff liegt Allotetraploidie mit 2n = 4x = 40 vor. Die Chromosomengrundzahl ist also x = 10. Der Ursprung dieser Getreideart aus diploiden Wildformen innerhalb der artenreichen Gattung Eragrostis ist unbekannt.

## Verbreitung
Das ursprüngliche Verbreitungsgebiet von Teff war das nordöstliche und östliche tropische Afrika und die Arabische Halbinsel.
Die Zwerghirse stammt aus dem Hochland von Abessinien und wird dort bevorzugt in Höhen zwischen 1000 und 3000 Metern als Getreide angebaut. Sie wird auch außerhalb ihres Verbreitungsgebiets in tropischen und subtropischen Zonen kultiviert und ist bis in mittlere Breiten häufig verwildert.

## Taxonomie
Die Erstveröffentlichung erfolgte 1775 unter dem Namen (Basionym) Poa tef durch Attilio Zuccagni in Dissertazione Ditef. Die Neukombination zu Eragrostis tef (Zucc.) Trotter wurde 1918 durch Alessandro Trotter in Bolletino della Società Botanica Italiana, S. 62 veröffentlicht; er stellte diese Art damit in die Gattung Eragrostis. Das Artepitheton tef stammt aus dem Amharischen und wird in Äthiopien für die Zwerghirse verwendet.
Weitere Synonyme für Eragrostis tef (Zucc.) Trotter sind: Poa abyssinica Jacq., Poa radicans Moench, Poa cerealis Salisb. nom. superfl., Cynodon abyssinicus (Jacq.) Raspail, Eragrostis abessinica (Jacq.) Link orth. var., Eragrostis abyssinica (Jacq.) Link, Poa flaccida Moench ex Steud. pro syn., Eragrostis pilosa subsp. abyssinica (Jacq.) Asch. & Graebn., Eragrostis abyssinica var. alba Hochst. ex Chiov., Eragrostis abyssinica var. viridis Hochst. ex Chiov., Eragrostis pilosa var. tef (Zucc.) Fiori, Eragrostis tef f. spiciformis Serp., Eragrostis tef subsp. spiciformis (Serp.) Portal & H.Scholz.

## Verwendung

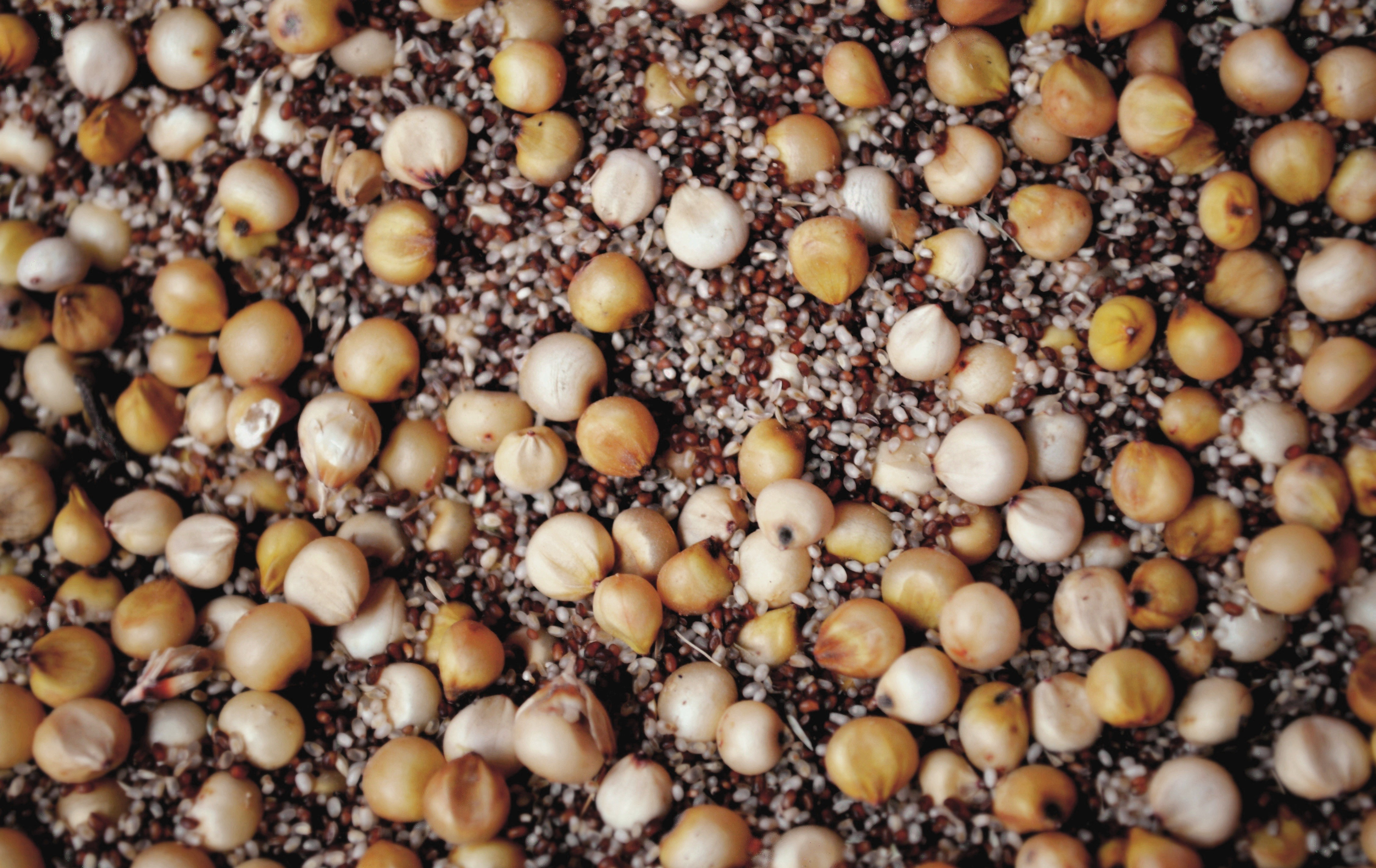
Unten die nur 1–1,5 mm langen Schließfrüchte des Teff und daraufliegend 4–5 mm große Sorghumkörner, Zutaten zur Herstellung von Tella

Teffsamen sind glutenfrei und reich an essentiellen Fettsäuren. Sie sind trotz ihrer geringen Größe das wichtigste Getreide Äthiopiens und Eritreas und werden gemahlen zu Brot oder Grütze verarbeitet. Teffmehl ist Grundlage für das äthiopische und eritreische Nationalgericht Injera, ein pfannkuchenähnliches Fladenbrot, das zu Gemüse- und Fleischgerichten gegessen wird. Teff ist auch die Grundlage für die Herstellung von Tella, einem Bier, und anderen alkoholischen Getränken wie z. B. Katikalla. Als Brotgetreide werden weißliche Samen bevorzugt; die braunsamigen Sorten werden als Viehfutter verwendet und dienen zur Bierherstellung. Das Stroh der Pflanzen ist ein geschätztes Viehfutter.

## Brennwert und Inhaltsstoffe
100 Gramm Teff haben einen Brennwert von 1.541,4 kJ (= 367 kcal). Die gleiche Menge weist folgende Inhaltsstoffe auf:
| Inhaltsstoffe          | Anteil    |
| ---------------------- | --------- |
| Wasser                 | 08,8 g    |
| Eiweiß                 | 13,3 g    |
| Fett                   | 02,4 g    |
| Kohlenhydrate          | 73,1 g    |
| Ballaststoffe          | 08,0 g    |
| Zucker, gesamt         | 01,8 g    |
| Natrium                | 012,0 mg  |
| Kalium                 | 427 mg    |
| Calcium                | 180 mg    |
| Phosphor               | 429 mg    |
| Magnesium              | 184 mg    |
| Eisen                  | 007,6 mg  |
| Vitamin E, Tocopherol  | 000,08 mg |
| Vitamin B1, Thiamin    | 000,39 mg |
| Vitamin B2, Riboflavin | 000,27 mg |
| Vitamin B3, Niacin     | 003,4 mg  |
| Vitamin B6, Pyridoxin  | 000,48 mg |

## Anbau
Die Aussaat erfolgt meist in der Regenzeit. Die Pflanzen wachsen schnell und sind im Wasserbedarf genügsam. Teff wird etwa drei Monate nach der Aussaat geerntet.
Die Samenkörner sind sehr klein (weniger als 1 mm Durchmesser, Tausendkornmasse von 0,35 bis 0,47 g). Diese Eigenschaft macht Teff besonders geeignet für halbnomadische Lebensweisen, denn das Saatgut für große Flächen kann problemlos im Gepäck mitgeführt werden. In Äthiopien liegt der durchschnittliche Ertrag bei ungefähr 9 dt/ha. Die besten Sorten liefern bis knapp 30 dt/ha. Seit einigen Jahren gibt es einen erfolgreichen Anbau aus Nachzüchtungen in den Niederlanden. In letzter Zeit wird Teff auch in Deutschland kultiviert. In Europa liegt der Ertrag zwischen 7 und 13 dt/ha, je nach klimatischem Verlauf des Jahres.

## Krankheiten
Wirtschaftlich bedeutend ist der Befall mit dem Rostpilz Uromyces eragrostidis.

## Kontroverse um Patentanmeldungen
Der niederländische Konzern Health & Performance Food International B.V. reichte 2003 eine Patentanmeldung auf Teff-Mehl beim Niederländischen Patentamt für die Niederlande ein, die unter der Nummer NL20031023977 anhängig geworden ist. Unter Inanspruchnahme der Priorität (Datum des Anmeldetages) dieser Anmeldung und darauf basierend wurde 2004 eine Patentanmeldung bei der WIPO (World Intellectual Property Organisation) nach dem PCT (Patent Cooperation Treaty) eingereicht, welche unter der Nummer WO2005025319 anhängig geworden ist. Es wurden dabei unter anderem die Europäische Patentbehörde EPO für ein Europäisches Patent (Aktenzeichen EP1646287), Japan (JP2006527996) für entsprechende Patente in diesen Ländern benannt.
Bei dieser Art der Patentanmeldung wird ein Patent zwar zentral bei der WIPO angemeldet, es entstehen jedoch einzelne nationale bzw. regionale Patente soweit diese bei der Anmeldung benannt worden sind. Das Internationale Büro der WIPO veranlasst noch den Internationalen Recherchebericht, der jedoch keine bindende Wirkung für die nachgeordneten Patentbehörden hat, welche die Prüfung des Schutzgegenstandes jede für sich vornehmen und die Erteilung für das eigene Territorium bewirken. So wurde die PCT-Anmeldung vor den Ämtern der USA und Japans national und vor dem Europäischen Patentamt als sogenannte regionale Patentanmeldung anhängig. Das Europäische Patentamt hat in seiner Funktion als Internationale Recherchebehörde (ISA) den Internationalen Recherchebericht erstellt und die darin genannten Entgegenhaltungen veröffentlicht. Obwohl darin bekannte Teff-Mehle und Teff-Backprodukte gelistet werden, hat das Europäische Patentamt ein Europäisches Patent erteilt und einen Einspruch der Landwirtschaftskammer Niedersachsen am 3. Juni 2011 zurückgewiesen.
Am 31. Mai 2019 wurde gegen das deutsche Patent (DE602004004273) beim Bundespatentgericht eine Nichtigkeitsklage anhängig gemacht, woraufhin am 13. Juni 2019 auf das deutsche Patent verzichtet wurde. Die Zurücknahme der Nichtigkeitsklage 3Ni18/19(EP) ist am 5. November 2019 im Register des Deutschen Patent- und Markenamtes veröffentlicht worden. Die Folge davon ist, dass der Gegenstand des deutschen Patents keiner Überprüfung durch ein nationales Gericht zugänglich war.
Die übrigen nationalen Patentanmeldungen wurden zurückgewiesen. So ist kein Patentschutz entstanden in den USA und in Japan. In den Niederlanden fand noch eine nationale Prüfung statt, auf die ein beschränktes Patent erteilt worden war, das jedoch am 8. Mai 2020 wegen Nichtzahlung der Jahresgebühr erloschen ist.
Die Anmeldungen und die Erteilung von Patenten auf den Anmeldungsgegenstand eines Teff-Mehls sowie auf Produkte daraus kann als ein Beispiel für die seit einiger Zeit kontrovers diskutierte Diskrepanz zwischen Stand der Technik und traditionellem Wissen angesehen werden. Danach besteht die Kontroverse dahingehend, ob Patentfähigkeit (Neuheit, erfinderische Höhe) für Merkmale aus traditionellem Wissen existiert oder nicht. Die Frage ist, ob ein Naturprodukt, ein traditionelles Verfahren oder ein traditioneller Wirkstoff patentfähig sein können, wenn deren Merkmale in bestimmten Teilen der Welt, beispielsweise bei indigenen Völkern, bereits zum traditionellen Wissensschatz gehören, jedoch im Rest der Welt im Sinne von nationalem sowie internationalem Patentrecht weder dem Fachmann naheliegend noch neuheitsschädlich und somit patentfähig sind.
Patenterteilungen auf technische Merkmale, denen solches traditionelles Wissen zugrunde liegt, haben die Folge, dass diejenigen, aus deren Wissensschatz sich die Patentanmelder bedient haben, an der Nutzung in den Patentländern ausgeschlossen bleiben. Die WIPO (World Intellectual Property Organisation) hat dieses Problem aufgenommen und eine Datenbank eingerichtet, die Informationen sammelt über nationale, wissenschaftliche oder private Sammlungen von traditionellem Wissen. Diesen Sammlungen liegt die Aufgabe zugrunde, das traditionelle Wissen zu dokumentieren. Dabei wird von den Betreibern der Sammlungen gewünscht, dieses Wissen einerseits allen nutzbar zu machen sowie andererseits zu verhindern, dass lang bekanntes Wissen durch Patente zu Privateigentum Weniger wird.